# Fuerza (álbum)
Fuerza es el primer proyecto de la cantante mexicana Alejandra Guzmán con la discográfica EMI Music, fue publicado el 27 de noviembre del 2007.

## Información
El álbum fue grabado en Bolonia, Italia; siendo el número trece de su carrera. Coescrito en su mayoría por la cantante y producido por Loris Ceroni, con quien había trabajado en Indeleble. El segundo sencillo Hasta El Final es una composición de Mario Domm y de Alejandra para su hija, Frida Sofía. Alcanzó los primeros lugares de popularidad a nivel nacional durante mayo de 2008. Como tercer sencillo fue elegido el tema "Mirame" una canción que colocó a Alejandra nuevamente los primeros lugares de popularidad.[cita requerida]
Durante la grabación de Fuerza a Alejandra le fue detectado un pequeño tumor maligno en un seno, razón por la cual "La Reina del Rock" plasmó en cada una de las canciones del disco sus ganas de seguir viva.
En España se publicó como un álbum recopilatorio en 2008 por Sony BMG.

## Canciones
| Fuerza (Edición estándar) |                                      |                                                                                       |          |  |
| N.º                       | Título                               | Escritor(es)                                                                          | Duración |  |
| 1.                        | «Por un momento»                     | Mario Domm, Alejandra Guzmán                                                          | 3:32     |  |
| 2.                        | «Soy sólo un secreto»                | Alejandra Guzmán, José Luis Pagan                                                     | 4:09     |  |
| 3.                        | «Hasta el final» (Power Balad)       | Mario Domm, Alejandra Guzmán                                                          | 3:33     |  |
| 4.                        | «Todo»                               | Scott Burr, Desmond Child, Alejandra Guzmán, Jodi Maureen, Jon Langseth, Julia Sierra | 3:44     |  |
| 5.                        | «Nada es como es»                    | Alejandra Guzmán, Cristian Zalles                                                     | 4:31     |  |
| 6.                        | «Mírame»                             | Jaime Ciero, Salvador Rizo                                                            | 2:56     |  |
| 7.                        | «Quiero ser»                         | Gianluigi Fazio, Alejandra Guzmán, Karenka                                            | 4:10     |  |
| 8.                        | «Un buen día»                        | Reyli Barba, Rafael Esparza-Ruíz                                                      | 3:57     |  |
| 9.                        | «Bellísima»                          | Max Calo, Alejandra Guzmán, Oscar Schwebel                                            | 3:31     |  |
| 10.                       | «Diosa»                              | Cocetta Constanzo                                                                     | 3:16     |  |
| 11.                       | «Siempre tú» (Dark Side of the Moon) | Alejandra Guzmán, José Luis Pagan, Linda Perry, Goapele Mohlabane                     | 3:44     |  |
| 12.                       | «Hasta el final» (Acústica)          | Domm, Guzmán                                                                          | 3:38     |  |
| 44:41                     |                                      |                                                                                       |          |  |

| CD+DVD |                             |                                   |          |  |
| N.º    | Título                      | Escritor(es)                      | Duración |  |
| 13.    | «No pasa nada»              | Alejandra Guzmán, Cristian Zalles |          |  |
| 14.    | «Por un momento» (Acústica) | Domm, Guzmán                      |          |  |
| 15.    | «Mírame» (Acústica)         | Ciero, Rizo                       |          |  |
| 16.    | «Hasta el final» (Remix)    | Domm, Guzmán                      |          |  |
| 17.    | «Documental "Fuerza"» (DVD) |                                   |          |  |
| 18.    | «Soy sólo un secreto» (DVD) |                                   |          |  |
| 19.    | «Hasta el final» (DVD)      |                                   |          |  |
| 20.    | «Galería de fotos» (DVD)    |                                   |          |  |

Edición española
1. Soy Sólo un Secreto
2. Hasta El Final
3. Diablo
4. Volverte A Amar
5. Toda La Mitad
6. Loca
7. Guerra Fría
8. Necesito Amarme
9. De Verdad
10. Quiero Estar Contigo
11. Lipstick
12. Tú Eres Mi Luz
13. La Plaga

## Posicionamiento
| Lista (2007)                    | Posición |
| ------------------------------- | -------- |
| México Álbumes Top 100          | 8        |
| U.S. Billboard Latin Pop Albums | 16       |
| U.S. Billboard Top Latin Albums | 53       |
| U.S. Billboard Top Heatseekers  | 37       |

| Fin de año                    | Posición |
| ----------------------------- | -------- |
| México Álbumes Top 100 - 2007 | 67       |
| México Álbumes Top 100 - 2008 | 47       |

## Sencillos
- «Soy sólo un secreto»
- «Hasta el final»
- «Mírame»